# 2016 FD60
2016 FD60 ist ein Asteroid, der zu den Transneptunischen Objekten zählt und am 30. März 2016 entdeckt wurde.